# Радісне (Хмельницький район)
Радісне — село в Україні, у Щиборівській сільській громаді Хмельницького району Хмельницької області. Населення становить 768 особи.

## Населення

### Мова
Розподіл населення за рідною мовою за даними перепису 2001 року:
| Мова       | Кількість | Відсоток |
| ---------- | --------- | -------- |
| українська | 948       | 99.37%   |
| російська  | 6         | 0.63%    |
| Усього     | 954       | 100%     |

## Географія
На захід від села розташоване заповідне урочище «Михайлівецьке», на захід від села — заповідне урочище «Радіснянське».

## Постаті
- Кшевіцький Олександр Антонович (1988—2016) — старший солдат Збройних сил України, учасник російсько-української війни.